# Hrvatska pragmatička sankcija
Hrvatska pragmatička sankcija naziv je za zaključak Hrvatskog sabora donesen 11. ožujka 1712. kojom je regulirano pitanje nasljedstva hrvatskog prijestolja. 

## Povijest
Ugarsko-hrvatski kralj Karlo VI. naime nije imao sina pa je nastojao osigurati prijestolje i ženskoj lozi svoje kuće. Hrvatsko-slavonski staleži, tražeći potporu Bečkog dvora protiv ugarskih presizanja, prvi su Karlu izašli u susret. Hrvatski sabor je 9. ožujka 1712. na zasjedanju u Zagrebu donio zaključak da će se povjeriti onoj i onakvoj ženskoj lozi roda austrijskog koja će posjedovati ne samo Austriju, nego i Štajersku, Korušku i Kranjsku, a stolovat će u Austriji.
Time je Sabor dopustio da hrvatsku krunu može nositi i ženska loza Habsburgovaca. Karlo tu sankciju nikada nije službeno potvrdio iz obzira prema ugarskom plemstvu koje je tada bilo protiv prava Habsburgovaca na nasljedstvo u ženskoj liniji, ali ju je primio na znanje s odobravanjem i u posebnom pismu zahvalio Hrvatima obećavši: Mi i nasljednici naši vazda ćemo neokrnjeno čuvati Vaša prava, privilegije i povlastice davši im na taj način željenu podršku.
Hrvatska pragmatička sankcija dala je Karlu poticaj da konačno riješi pitanje nasljedstva pa je 19. travnja 1713. donio Pragmatičku sankciju za sve zemlje Habsburške Monarhije.
Karlo III. priznao je Pragmatičku sankciju koju su donijeli ugarski staleži 1723. priznavši nakon dugog opiranja pravo nasljedstva Habsburgovaca u ženskoj liniji, ali pod uvjetom jedinstva svih Zemalja Krune sv. Stjepana. Time je Hrvatska pragmatička sankcija izgubila pravnu vrijednost, ali njeno povijesno značenje je nesporno. Hrvatskom pragmatičkom sankcijom Hrvatski je sabor dokazao da Hrvatska ima punu autonomiju unutar Habsburške Monarhije te može odlučivati i o takvim pitanjima kao što je nasljedstvo prijestolja. Zato se Hrvatska pragmatička sankcija spominje i u preambuli Ustava Republike Hrvatske kao jedan od dokaza hrvatske državnosti kroz duga stoljeća tuđinske vladavine.